# Neuwiesenhof
Der Neuwiesenhof ist ein 1864–1866 im Stil der Spätrenaissance gebautes Gebäude an der Wartstrasse 13–17 in Winterthur im Schweizer Kanton Zürich.
Das Haus war während Jahrzehnten als katholisches Vereinsheim Zentrum des katholischen Lebens in Winterthur. Es ist wie der Rest dieses Abschnittes der Gebäude in der Kernzone Wartstrasse im Inventar schutzwürdiger Bauten der Stadt Winterthur gelistet.

## Geschichte
Nachdem die Wartstrasse angelegt worden war, entstanden entlang dieser von 1863 bis 1867 im Auftrag von Friedrich Imhoof-Hotze zwölf Eck- und Zeilenhäuser, die von Architekt Georg Schulthess-Stolz entworfen wurden, wobei der Neuwiesenhof damals bereits als architektonische Einheit erbaut wurde. Ab 1875 begann Imhoof-Hotze mit dem Verkauf der Liegenschaften.
Zu dieser Zeit wurde auf Initiative des damaligen Pfarrers Johann Meyer der Kirche St. Peter und Paul ein Fonds geäufnet, mit dem am 6. Mai 1892 die Wartstrasse 15 und damit der erste Teil des Neuwiesenhofs als katholisches Vereinshaus erworben wurde. Damit wurde der Grundstein gelegt, der den Neuwiesenhof zum Zentrum des kulturellen katholischen Lebens in Winterthur machte.  Wenig später konnte auch die Liegenschaft an der Wartstrasse 17 übernommen werden, damit darin Zimmer für Kostgänger eingerichtet werden konnten. Um den Betrieb des neuen katholischen Zentrums sicherzustellen, kamen 1893 vier Schwestern aus dem Kloster Ingenbohl nach Winterthur. Diese arbeiteten in der Küche, in der Krankenpflege sowie als Kleinkindererzieherinnen. Präsident der Institution war der jeweilige Pfarrer.
Der Neuwiesenhof wurde in der Folge zum Zentrum des katholischen Lebens in Winterthur und erhielt deswegen in der Bevölkerung auch den Spitznamen «Vatikan». 1893 wurde im Neuwiesenhof der Zentralverband Schweizerischer katholischer Jünglingsvereine (ZSKJ) aus der Taufe gehoben. 1895 wurde eine bereits zu Beginn geplante Kleinkinderschule eröffnet. 1892 war ausserdem bereits ein Restaurant eröffnet worden, in das 1897 durch Architekt Hermann Siegrist ein Saal für Vereinsanlässe eingebaut wurde, dieser wird auch heute noch für kulturelle Anlässe genutzt.
1904 waren 30 Gesellen im Gästehaus untergebracht, und 1905 konnte mit der Wartstrasse 13 das letzte der drei Häuser erworben werden. 1907 wurde im Neuwiesenhof der Christsoziale Gewerkschaftsbund gegründet. 1922 wurden die Ingebohler Schwestern durch Ordensschwestern des Klosters Baldegg abgelöst, die diese Aufgabe bis 1968 durchführten, als sie aufgrund eigener Personalknappheit in ihr Kloster zurückgerufen wurden. Dies bedeutete auch das Ende der katholischen Kleinkinderschule, die zwischendurch bis zu 80 Kinder umfasste, und die katholische Kirchgemeinde übernahm den Neuwiesenhof nun selbst.
Mit der Zeit liess jedoch das Interesse an den Räumlichkeiten im Neuwiesenhof nach, sodass die katholische Kirchgemeinde 2002 die Liegenschaften an den Architekten Giovanni Cerfeda veräusserte. Dieser renovierte 10 Jahre später die Fassade und Räumlichkeiten des Neuwiesenhofs.

## Architektur
Die 1864 bis 1866 erbauten viergeschossigen Häuser bilden zusammen ein einheitliches Ensemble im Stil der Spätrenaissance. Das Erdgeschoss ist mit Stichbögen ausgestaltet, während die Fenster in den Obergeschossen mit Fensterverdachungen und Dreiecksgiebeln versehen sind. Im Kniestock sorgen kleine quadratische Fenster für Licht, und im Dachgeschoss sind Schleppgauben eingebaut.